# Aeroporto di Stettino-Goleniów Solidarność
L'Aeroporto di Stettino-Goleniów Solidarność (IATA: SZZ, ICAO: EPSC) è un aeroporto polacco situato a 45 km a nord-est di Stettino.